# 喜開二度
《喜開二度》（英語：The Comeback）是一部由《慾望城市》執行製作麥可·派翠克·金和麗莎·庫卓開創，並由麗莎·庫卓主演的美國HBO原創電視喜劇。本劇於2005年6月5日在HBO開播，並在播出第一季後遭到取消。9年後，HBO復活本劇並預訂第2季8集。
麗莎·庫卓表示自己和麥可·派翠克·金以及HBO都有意製作第三季。

## 故事
描寫過氣的電視紅星薇拉莉·邱瑞雪不顧一切要回到螢光幕前，而答應參加新情境喜劇節目的演出，並讓攝影機隨身拍攝她的每個動作，卻帶來災難性的結果……
2014年，十年之後的現在，有更多的電視節目出現，而薇拉莉打算參與其中……

## 卡司與角色
| 演員               | 角色            | 登場季數        | 登場季數        | 登場 集數 |
| 演員               | 角色            | 1               | 2               | 登場 集數 |
| ------------------ | --------------- | --------------- | --------------- | --------- |
| 麗莎·庫卓          | 薇拉莉·邱瑞雪   | 主演            | 主演            | 21        |
| 瑪琳·艾珂曼        | 茱娜·米爾肯     | 主演            | 常設            | 14        |
| 羅伯特·貝格奈爾    | 湯姆·彼得曼     | 主演            | 客串            | 12        |
| 蘭斯·巴柏          | 保利·基         | 主演            | 主演            | 20        |
| 羅伯特·麥可·莫里斯 | 米奇·迪恩       | 主演            | 主演            | 20        |
| 蘿拉·席爾蔓        | 珍·班森         | 主演            | 主演            | 20        |
| 戴米安·楊          | 馬克·柏曼       | 主演            | 主演            | 21        |
| 丹·布卡廷斯基      | 比利·史坦頓     | 常設            | 常設            | 9         |
| 詹姆斯·巴洛斯      | 吉米·巴洛斯     | 常設            | 客串            | 5         |
| 貝恩·吉比          | 琪琪·亞歷山大   | 常設            | 客串            | 9         |
| 莉莉安·赫斯特      | 愛絲佩朗莎      | 常設            | 常設            | 11        |
| 凱蘭·魯茲          | 克里斯·麥奈斯   | 常設            | 客串            | 9         |
| 金柏莉·凱芳·威廉斯 | 夏恩·湯瑪士     | 常設            | Does not appear | 8         |
| 傑森·奧利弗        | 傑西·伍德       | 常設            | Does not appear | 8         |
| 約翰·H·梅爾        | 瓦格納·費斯克   | 常設            | Does not appear | 3         |
| 凡妮莎·馬拉諾      | 法蘭琪絲卡·柏曼 | 常設            | Does not appear | 6         |
| 馬里克·潘考利      | 凱文·卡汗       | 常設            | Does not appear | 2         |
| 阿米爾·塔雷        | 葛雷格·納拉楊   | 常設            | Does not appear | 2         |
| 內森·李·格雷厄姆   | 彼得            | 常設            | Does not appear | 6         |
| 湯姆·維裘          | 艾迪            | 常設            | Does not appear | 7         |
| 塞斯·羅根          | 塞斯·羅根       | Does not appear | 常設            | 2         |
| 馬克·L·楊          | 泰勒·貝克       | Does not appear | 常設            | 8         |
| 梅洛·海瑟薇        | 安蒂·泰特       | Does not appear | 常設            | 2         |
| 蘿絲·阿布杜        | 瑪莉安妮娜      | Does not appear | 常設            | 3         |
| 布萊恩·迪列特      | 朗·威森         | Does not appear | 常設            | 5         |
| 柔伊·曹            | 珊娜            | Does not appear | 常設            | 4         |

### 主要人物
- 麗莎·庫卓 飾演 薇拉莉·邱瑞雪（Valerie Cherish）

《喜開二度》核心人物，於1989年–1993年情景喜劇《我最大》（I'm It!）中飾演超級明星律師貝琪。在節目結束後，十年間都未接到演戲工作，更成為了一名過氣明星。後來實境秀《喜度二開》邀約她，主要拍攝她如何重振她的演藝事業，而她也成功加入情景喜劇《無聊同居》（Room and Bored）的主演陣容。在《無聊同居》展開製作後，薇拉莉被降為配角，並飾演四名房客的屋主賽絲阿姨。薇拉莉認為自己是節目中真正的明星，因此很注重自己的形象。薇拉莉試圖在《喜開二度》中展現出自己的明星氣勢，但娛樂圈的種種挫敗讓她出了許多糗。她嚴重的與當代趨勢脫節，從她的時尚、裝飾、音樂及對實境秀的看法可以得知。薇拉莉雖為一名家庭主婦，但她不常下廚，另外薇拉莉還曾墮過胎。薇拉莉在主演《我最大》前，曾於《夏威夷神探》、《霹靂遊俠》及《斯蒂爾傳奇》等劇跑過龍套，在《無聊同居》和《喜開二度》遭到取消後，薇拉莉加入了實境秀《比佛利嬌妻》的演出。由於薇拉莉和《比佛利嬌妻》製作方對她的寫照有著意見分歧問題，加上《喜開二度》的失敗讓她選擇退出該節目，並開始接演學生影展、客串犯罪劇以及出現在資訊型廣告中。後來在她得知HBO和波利正製作一部影集《看見紅髮女郎》（Seeing Red），描述情境喜劇編劇和紅髮女星瑪拉莉·契奇之間糾葛的故事，而這正是側寫她和波利，她認為該劇會對她造成影響並試圖阻止，結果卻意外成為出演瑪拉莉·契奇的演員。
- 瑪琳·艾珂曼 飾演 茱娜·米爾肯（Juna Millken）

年輕、美麗的金髮音樂家，於《無聊同居》中擔任主角卡西，該劇為是她出演的第一部戲劇作品。茱娜和薇拉莉成為了朋友，並視薇拉莉為導師，而薇拉莉都稱她為“寶貝女孩”，即便薇拉莉很嫉妒茱娜的廣闊星路。在第1季和第2季間，茱娜成了國際巨星，並時時被狗仔追逐，但她仍真心的關切薇拉莉，即便兩人不再是親密的摯友。茱娜不希望自己被寫入《看見紅髮女郎》中。
- 羅伯特·貝格奈爾（Robert Bagnell） 飾演 湯姆·彼得曼（Tom Peterman）

《無聊同居》的開創之一、編劇兼執行製作。雖然他同意保利認為薇拉莉是個咄咄逼人的演員，但他會嘗試去滿足薇拉莉的需求。和保利不同的是，他會冷靜地和薇拉莉溝通，並適當的尊重薇拉莉，雖然有時很被動，而他也是薇拉莉首要接觸的製作人。湯姆與保利是在就讀哈佛時認識的，並共同合作至2008年，兩人更曾以《辛普森家庭》獲得艾美獎。在情境喜劇失敗後，湯姆和保利自此分道揚鑣，並再也沒有向對方說過一句話。後來轉往尼克國際兒童頻道，連續製作了5年的人氣兒童節目《Nicky Nicky Nack Nack》，但仍然還是個默默無名的執行製作。他對於保利東山再起一事感到氣憤，並認為自己的職涯都是因為保利染毒而被毀掉。
- 蘭斯·巴柏（Lance Barber） 飾演 保利·基（Paulie G）

《無聊同居》的開創之一、編劇兼執行製作，和薇拉莉極度不合。他的寫作風格和個性顯示他是個幼稚笑點粉。他將薇拉莉降為配角，並對薇拉莉非常絕情。保利打從一開始就不同意薇拉莉加入劇組，並試圖縮減薇拉莉的戲份，同時也對於薇拉莉企圖掌控《無聊同居》的創作方向感到氣憤。他常與薇拉莉作對，並避免和薇拉莉接觸。他是個粗曠無理的野人，但《喜開二度》的編輯只展現出他正向的一面，同時也有顯示出他和薇拉莉之間的不合。保利是在《無聊同居》製作期間迷上海洛因，但後來他選擇戒毒。2014年時，他開始為HBO創作新情境喜劇《看見紅髮女郎》，故事取材自自己和薇拉莉之間的恩怨。他明確地表明不希望薇拉莉加入《看見紅髮女郎》劇組，並坦言自己是因為薇拉莉才會染毒。在《看見紅髮女郎》製作過程中不堪重負，而在製作中期遭到電視網將他從導演位置撤下。《看見紅髮女郎》的演出廣獲讚揚，但保利的寫作卻遭到一致差評。
- 羅伯特·麥可·莫里斯（英语：Robert Michael Morris） 飾演 米奇·迪恩（Mickey Deane）

薇拉莉的髮型師兼助理，也是薇拉莉自1980年代起迄今最要好的閨蜜。在《我最大》和《無聊同居》間隔期間，他只為女演員兼職。礙於健康因素，他只為薇拉莉全職工作。在閒暇之餘，他會觀看真人實境秀，而他對於自己可以在實境秀中登場感到興奮。米奇是個年老、女性化的男人，明顯是個同性戀卻並未公開，於第一季末正式出櫃。米奇對於薇拉莉來說極其重要，而薇拉莉也說米奇和馬克是她人生中最重要的兩個男人。
- 蘿拉·席爾蔓（英语：Laura Silverman） 飾演 珍·班森（Jane Benson）

《喜開二度》製作人。如同一般的真人實境秀，珍會在無腳本的情況下從幕後操縱幕前，並創造出難題與戲劇情節，甚至會無意間的置入廣告。珍總是表現得像會讓薇拉莉在鏡頭前感到舒適，但卻時不時的向薇拉莉丟出問題讓薇拉莉陷入兩難。珍很少出現於幕前，多是從幕後傳出聲音。珍試圖不讓薇拉莉和自己說話，以失實境秀的意義，但薇拉莉卻不停地和自己聊天。珍和她的同性戀伴侶製作了關於他們生活的紀錄片並獲得奧斯卡金像獎最佳短片紀錄片獎，而在經歷分手後，她退出娛樂圈並來到加州農村生活。經過反覆的勸說與說服，珍不情願的回到洛杉磯，拍攝薇拉莉演出《看見紅髮女郎》的幕後生活，而該紀錄片暫名為《刺殺薇拉莉·邱瑞雪》。
- 戴米安·楊（英语：Damian Young） 飾演 馬克·柏曼（Mark Berman）

薇拉莉的丈夫。和薇拉莉一直過著平靜的生活，直到攝影機入侵他的私人日常。馬克是個專業商人，並對娛樂圈有些許的了解。並未在名流界留下印象，同時對攝影機入侵自己的生活感到惱火，而他意外在鏡頭前坦誠有服用可卡因以及看色情片的習慣。在他和薇拉莉的婚姻中，曾背叛薇拉莉。於第二季後半，他和薇拉莉分開，並認為薇拉莉看重事業勝過他們的婚姻。

### 常設人物
- 丹·布卡廷斯基 飾演 比利·史坦頓（Billy Stanton）

薇拉莉的公關，剛成立自己的公司的二流公關。他是個非常激動的人，只要讓他感到不服或被冒犯，他就會生氣的推擠對方。
- 詹姆斯·巴洛斯（英语：James Burrows） 飾演 吉米·巴洛斯（Jimmy Burrows）

《無聊同居》數集導演。曾和薇拉莉合作過，從不正眼瞧湯姆和保利。雖然吉米真心想幫助薇拉莉成功，但他卻成為實境秀的絆腳石，而他曾試圖逃脫珍和其攝影組，卻仍然以失敗告終。吉米時常提醒薇拉莉她不是《無聊同居》的明星，更表明《無聊同居》的製作人是群無名小卒。吉米起初是《無聊同居》的全職導演，後無預警被撤換，並開始於同一製作公司的其他戲劇執導。
- 貝恩·吉比（Bayne Gibby） 飾演 琪琪·亞歷山大（Gigi Alexander）

來自紐約，《無聊同居》的編劇之一。和薇拉莉成為了朋友，並有機會增加薇拉莉的戲份，更企圖取代湯姆和保利來掌控故事走向。後來被禁止與薇拉莉深交，同時很難融入“男孩俱樂部”編劇群。2011年時為HBO開發了《誰會愛你？》試播集卻失敗，後成為《美少女的謊言》的成功編劇，同時也變得肥胖及情緒起伏大。
- 莉莉安·赫斯特（英语：Lillian Hurst） 飾演 愛絲佩朗莎（Esperanza）

薇拉莉和馬克的管家，常對攝影機的拍攝感到不適應。
- 凱蘭·魯茲 飾演 克里斯·麥可尼斯（Chris MacNess）

於《無聊同居》中飾演卡西的室友並對卡西展生情愫的慕納。對於薇拉莉加入劇組一事感到不解。克里斯的童年不甚快樂，他有個會酗酒的父親，這導致克里斯經常在面臨壓力及緊張的時刻時，會情緒大崩潰。於第1季和第2季間，成為了電影大明星，並一直迷戀薇拉莉，更試圖勾引薇拉莉。
- 金柏莉·凱芳·威廉斯（英语：Kimberly Kevon Williams） 飾演 夏恩·湯瑪士（Shayne Thomas）

於《無聊同居》中飾演卡西的室友黛綸，曾主演迪士尼頻道原創系列的青少年女星。是個虔誠的基督教徒，反對情色內容，除非是“角色”需要。
- 傑森·奧利弗（英语：Jason Olive） 飾演 傑西·伍德（Jesse Wood）

於《無聊同居》中飾演卡西的室友史迪奇，在演出《無聊同居》前推辭了不少戲劇邀約。
- 約翰·H·梅爾（John H. Mayer） 飾演 瓦格納·費斯克（Wagner Fisk）

取代吉米成為《無聊同居》的導演。曾執導《我最大》第一季所有集數，故和薇拉莉的關係良好。是家庭暴力的受害者，長期受妻子家暴，同時《無聊同居》也是他數年來的第一個導演作品。
- 凡妮莎·馬拉諾 飾演 法蘭琪絲卡·柏曼（Francesca Berman）

薇拉莉的繼女，馬克的女兒。一直以來試圖躲避薇拉莉，但卻渴望在實境秀節目鏡頭前現身。主要跟隨生母生活，偶爾會回到馬克和薇拉莉的家住。是個簡訊狂，無時無刻都在打簡訊，即使聊天對象就在她身旁。
- 馬里克·潘考利（英语：Maulik Pancholy） 飾演 凱文·卡汗（Kaveen Kahan）

和葛雷格為喜劇雙人組，《無聊同居》的新成員，於《無聊同居》中飾演卡西的外國筆友。湯姆與保利發現他們非常有笑果，故力邀他們加入劇組，結果卻引發茱娜等原班人馬的不滿（薇拉莉除外）。後與克里斯等人起了衝突。
- 阿米爾·塔雷（英语：Amir Talai） 飾演 葛雷格·納拉楊（Greg Narayan）

和凱文為喜劇雙人組，《無聊同居》的新成員，於《無聊同居》中飾演卡西的外國筆友。湯姆與保利發現他們非常有笑果，故力邀他們加入劇組，結果卻引發茱娜等原班人馬的不滿（薇拉莉除外）。後與克里斯等人起了衝突。
- 內森·李·格雷厄姆（英语：Nathan Lee Graham） 飾演 彼得（Peter）

《無聊同居》的服裝管理員。
- 湯姆·維裘（英语：Tom Virtue） 飾演 艾迪（Eddie）

《無聊同居》的場景舞台監督。
- 塞斯·羅根 飾演 自己

於《看見紅髮女郎》中飾演以保利為基底的主角米區。
- 馬克·L·楊 飾演 泰勒·貝克（Tyler Beck）

薇拉莉和馬克的姪子，實境節目的製作助理。
- 梅洛·海瑟薇（Meryl Hathaway） 飾演 安蒂·泰特（Andie Tate）

編舞者出身的導演，取代保利成為《看見紅髮女郎》數集導演。
- 蘿絲·阿布杜（英语：Rose Abdoo） 飾演 瑪莉安妮娜（Marianina）

薇拉莉的次級髮型師。
- 布萊恩·迪列特（英语：Brian Delate） 飾演 朗·威森（Ron Wesson）

《看見紅髮女郎》製作人。
- 柔伊·曹（Zoe Chao） 飾演 珊娜（Shayna）

《看見紅髮女郎》助理導演。

### 客串
| - 瑪莉露·漢納（第1集） - 金·菲爾德絲（第1集） - 查拉·巴克拉燕·法度爾（第5集） - 傑·麥凱羅（第11集） - 比利·布希（第11集） - 貞·卡茲瑪瑞克（第11集） - 喬治·洛佩茲（第11集） - 梅麗莎·瑞佛斯（第11集） - 傑·雷諾（第13集） - 安迪·寇恩（第14集） - 凱特·芙蘭奈瑞（第14集） - 雀兒喜·漢德勒（第14集） - 魯保羅·查爾斯（第14集） - 麗莎·凡德龐（第14集） - 布萊德·哥瑞斯基（第15、21集） | - 茱莉·陳（第20集） 《談話》主持人 - 莎拉·吉爾伯特（第20集） 《談話》主持人 - 莎朗·奧斯朋（第20集） 《談話》主持人 - 艾莎·泰勒（第20集） 《談話》主持人 - 雪洛·安德伍德（第20集） 《談話》主持人 - 肖恩·海斯（第21集） 黃金時段艾美獎最佳喜劇類影集女配角獎頒獎人。 - 柯南·奧布萊恩（第21集） 黃金時段艾美獎主持人。 |

## 集數
| 季數 | 季數 | 集數 | 播出日期      | 播出日期       |
| 季數 | 季數 | 集數 | 首播          | 季終           |
| ---- | ---- | ---- | ------------- | -------------- |
|      | 1    | 13   | 2005年6月5日  | 2005年9月4日   |
|      | 2    | 8    | 2014年11月9日 | 2014年12月28日 |

## 評價

### 第一季
儘管本劇第一季安排在人氣節目《我家也有大明星》之後首播，卻仍未獲得高收視。第一季獲得好壞參半的評論，但也獲得黃金時段艾美獎的多項提名。2005年9月21日，HBO證實取消本劇。第一季起初反應冷淡，但後期卻獲得越多讚賞。於爛番茄整合的評論中，第一季獲得46%新鮮度、5.79/10分（13名評論家），評論家共識：「有趣的是，《喜開二度》不幸地缺乏銳利的眼光，與在娛樂產業下生存所對角色產生的同情。」於Metacritic整合的評論中，第一季獲得58分（滿分100分；25名評論家），屬好壞參半的評價。
本劇於娛樂周刊的百大新電視經典中排行第79名。2009年，出版社再命本劇為10年來的10大佳作之一，並稱其「出色的在螢幕上捕獲出真人秀的殘酷與諷刺。」2012年，本劇於“過去25年中前25名最佳邪典電視節目”裡列名第8名，稱「《喜開二度》聚焦於情境喜劇的幕後製作，集難堪與冷酷笑果於一身 – 同時有這十年間最佳情境喜劇明星的加持，絲毫不遜色。即便如此，仍太少觀眾期望其第二季回歸HBO。」娛樂周刊更認為薇拉莉·邱瑞雪是麗莎·庫卓演藝生涯中第二佳的演出。
紐約時報稱本劇有趣，但相比HBO另一部喜劇《我也有大明星》，本劇缺乏獨創性使得缺少了些娛樂性。
2012年，英國衛報讚譽本劇為“苦樂交加的喜劇”，同時也稱讚了庫卓的演技。

### 第二季
第二季獲得評論家一致的好評。於爛番茄整合的評論中，獲得85%新鮮度、7.7/10分（33名評論家），評論家共識：「基本上承繼了上一季的最好的一面，《喜開二度》復活季因麗莎·庫卓飾演薇拉莉·邱瑞雪的表現而更上一層樓。」於Metacritic整合的評論中，獲得71分（滿分100分；24名評論家），屬一般的好評。
洛杉磯時報的羅伯特·洛伊德（Robert Loyd）稱：「現今的集數更加有重量及強度；這些失去靈魂的卡司卸下了黑色陰影，更同情並相互依靠彼此。」影音俱樂部的約書亞·奧斯頓（Joshua Alston）讚揚本劇：「《喜開二度》表現如往常，甚至更加緊湊。它仍然勝過電視上的其他節目，演出也是依舊亮眼。」俄勒岡Live.com的克莉絲蒂·藤恩奎斯特（Kristi Turnquist）給予本劇好壞參半的評價：「新《喜開二度》前幾集著重於薇拉莉如何對抗性別及年齡的歧視問題，但《喜開二度》本身也存在著問題，如對普通名人的諷刺等等。」第二季季終集獲得近乎完美的評價。
評論家前十大電視節目排名
- No. 9　每日野獸
- No. 6　反電影學院派（英语：Film School Rejects）
- No. 8　IndieWire

## 獎項
| 年度 | 大獎                 | 獎項                         | 入圍者                                                    | 結果 |
| ---- | -------------------- | ---------------------------- | --------------------------------------------------------- | ---- |
| 2006 | 黃金時段艾美獎       | 最佳喜劇類影集女主角獎       | 麗莎·庫卓                                                 | 提名 |
| 2006 | 黃金時段艾美獎       | 最佳喜劇類影集導演獎         | 麥可·派翠克·金（集數：Valerie Does Another Classic Leno） | 提名 |
| 2006 | 黃金時段艾美獎       | 最佳喜劇類影集選角獎         | 梅格·利伯曼、卡蜜兒·H·派頓、伊莉莎白·巴恩斯               | 提名 |
| 2006 | 奧提歐斯獎           | 電視試播集選角獎：喜劇類     | 梅格·利伯曼、伊莉莎白·巴恩斯                              | 提名 |
| 2006 | 葛蕾絲獎             | 最佳女主角獎－喜劇類影集     | 麗莎·庫卓                                                 | 獲獎 |
| 2006 | 衛星獎               | 最佳音樂及喜劇類影集女演員獎 | 麗莎·庫卓                                                 | 提名 |
| 2015 | 道林獎               | 年度電視喜劇獎               | 年度電視喜劇獎                                            | 提名 |
| 2015 | 道林獎               | 年度電視演出獎－女演員       | 麗莎·庫卓                                                 | 獲獎 |
| 2015 | 評論家選擇電視獎     | 喜劇類影集最佳女演員獎       | 麗莎·庫卓                                                 | 提名 |
| 2015 | Gold Derby電視獎     | 最佳喜劇類影集獎             | 最佳喜劇類影集獎                                          | 提名 |
| 2015 | Gold Derby電視獎     | 最佳喜劇類影集女演員獎       | 麗莎·庫卓                                                 | 提名 |
| 2015 | Gold Derby電視獎     | 最佳喜劇類影集集數獎         | 集數：薇拉莉得心所欲                                      | 提名 |
| 2015 | 在線電影與電視協會獎 | 最佳喜劇類影集獎             | 最佳喜劇類影集獎                                          | 提名 |
| 2015 | 在線電影與電視協會獎 | 喜劇類影集最佳女演員獎       | 麗莎·庫卓                                                 | 提名 |
| 2015 | 在線電影與電視協會獎 | 喜劇類影集最佳整體演出獎     | 喜劇類影集最佳整體演出獎                                  | 提名 |
| 2015 | 在線電影與電視協會獎 | 喜劇類影集最佳導演獎         | 喜劇類影集最佳導演獎                                      | 提名 |
| 2015 | 在線電影與電視協會獎 | 喜劇類影集最佳編劇獎         | 喜劇類影集最佳編劇獎                                      | 提名 |
| 2015 | EWwy Award           | 最佳喜劇類影集獎             | 最佳喜劇類影集獎                                          | 提名 |
| 2015 | 黃金時段艾美獎       | 最佳喜劇類影集女主角獎       | 麗莎·庫卓                                                 | 提名 |
| 2016 | 人民選擇獎           | 最喜愛收費有線電視網女演員獎 | 麗莎·庫卓                                                 | 提名 |

## 外部連結
- 官方网站（英文）
- 互联网电影数据库（IMDb）上《喜開二度》的资料（英文）
- 官方网站（中文）